# Euptychia acmenis
Euptychia acmenis är en fjärilsart som beskrevs av Jacob Hübner 1816. Euptychia acmenis ingår i släktet Euptychia och familjen praktfjärilar. Inga underarter finns listade i Catalogue of Life.